# Jack Haley Jr.
John Joseph Haley III (ur. 25 października 1933 w Los Angeles, zm. 21 kwietnia 2001 w Santa Monica) – amerykański reżyser, producent i scenarzysta. Dwukrotny zdobywca nagrody Emmy.

## Życiorys
Urodził się w Los Angeles w Kalifornii w rodzinie katolickiej jako syn Florence McFadden i Johna Josepha „Jacka” Haleya, aktora i komika, znanego z roli Cynowego Drwala w Czarnoksiężniku z Oz z Judy Garland, matką jego żony. Miał siostrę Glorię.
Był reżyserem, scenarzystą i producentem filmowym Hollywood and the Stars (1963), Movin' with Nancy (1967) i 100 Years of the Hollywood Western (1994).
15 września 1974 ożenił się z Lizą Minnelli. W 1979 doszło do rozwodu.